# Municipio de Blaine (condado de Adams)
El municipio de Blaine (en inglés: Blaine Township) es un municipio ubicado en el condado de Adams en el estado estadounidense de Nebraska. En el año 2010 tenía una población de 497 habitantes y una densidad poblacional de 6,54 personas por km².

## Geografía
El municipio de Blaine se encuentra ubicado en las coordenadas 40°33′45″N 98°18′21″O / 40.56250, -98.30583. Según la Oficina del Censo de los Estados Unidos, el municipio tiene una superficie total de 76.01 km², de la cual 75,98 km² corresponden a tierra firme y (0,03 %) 0,02 km² es agua.

## Demografía
Según el censo de 2010, había 497 personas residiendo en el municipio de Blaine. La densidad de población era de 6,54 hab./km². De los 497 habitantes, el municipio de Blaine estaba compuesto por el 95,98 % blancos, el 0,8 % eran afroamericanos, el 0,2 % eran amerindios, el 1,01 % eran asiáticos, el 1,61 % eran de otras razas y el 0,4 % eran de una mezcla de razas. Del total de la población el 4,23 % eran hispanos o latinos de cualquier raza.